# Pseudolusitanops bulbiformis
Pseudolusitanops bulbiformisa is een uitgestorven slakkensoort uit de familie van de Raphitomidae. De wetenschappelijke naam van de soort werd voor het eerst geldig gepubliceerd in 1999 door Lozouet.